# Външна реклама
Външна реклама (на английски: out-of-home advertising), която достига до потребителя извън неговия дом (в контраст на медийната реклама, печатната и интернет реклама), на български под това най-често се разбира тип билборд-реклама на обществени места. Рекламата извън дома е насочена към потребители, които са на път на публични места, пътуващи, чакащи или на специфични търговски локации.
Това са плакати, флаери, билбордове, неонови реклами, банери (транспаранти), рекламни табели, транспортна реклама, както и всички онези носители на информация, които са инсталирани на публични и други места под формата на билбордове, бюлетини, рекламиране по обществения транспорт, върху таксита, улично рекламиране по паважи, плакати и т.н.
Този вид реклама се различава съществено от рекламата излъчвана по електронните медии, печатната и онлайн рекламата.
Транспарантите се изработват най-често от винил и върху тях се отпечатва текст или се залепва надпис от ПВЦ фолио на рекламата или лозунга. Окачват се с помощта на специално приспособление за закачане, а понякога и с механизъм за навиване (когато се поставя на стойка).
|  | Тази страница частично или изцяло представлява превод на страницата Out-of-home advertising в Уикипедия на английски. Оригиналният текст, както и този превод, са защитени от Лиценза „Криейтив Комънс – Признание – Споделяне на споделеното“, а за съдържание, създадено преди юни 2009 година – от Лиценза за свободна документация на ГНУ. Прегледайте историята на редакциите на оригиналната страница, както и на преводната страница, за да видите списъка на съавторите. ВАЖНО: Този шаблон се отнася единствено до авторските права върху съдържанието на статията. Добавянето му не отменя изискването да се посочват конкретни източници на твърденията, които да бъдат благонадеждни. |